# Rudolf Ites
Rudolf Ites (ur. 5 lutego 1918, zm. 1 marca 1944) – niemiecki oficer marynarki, Oberleutnant zur See, dowódca niemieckiego okrętu podwodnego U-709.

## Życiorys
Urodzony 5 lutego 1918 roku w Ostfriesland, do służby w Kriegsmarine wstąpił w 1936 roku. Od sierpnia 1939 do lutego 1941 roku służył w 216. oddziale obrony przeciwlotniczej marynarki, od lutego do września 1941 roku w oddziale nr 806, natomiast we wrześniu tego roku został przeniesiony do 808 oddziału, gdzie służył do końca 1941 roku. Otrzymał wówczas przydział do 2. flotylli okrętów dozorowych (Vorpostenboot), gdzie służył do marca 1942 roku. Od marca do września 1942 roku przechodził szereg szkoleń, w tym szkolenie sternika. Po ich ukończeniu, do marca 1943 roku przechodził szkolenie podwodne, zaś w marcu tego roku objął stanowisko 2. oficera wachtowego na U-709, które sprawował do lipca 1943. Został wtedy awansowany na stanowisko 1. oficera wachtowego. Od listopada 1943 roku przechodził szkolenie podwodne i dowódcze w 3. ULD, a następnie w 24. Flotylli U-Bootów.
3 grudnia 1943 roku powrócił na U-709 obejmując jego dowództwo, a 25 stycznia 1944 roku wyszedł z nim z Lorient na swój pierwszy patrol bojowy w tym charakterze. 22 lutego BdU wysłał na okręt rozkaz dołączenia do grupy skoordynowanego ataku Preussen, Rudolf Ites zginął jednak na północ od Azorów zatopiony wraz ze swoim okrętem 1 marca 1944 roku przez amerykańskie niszczyciele USS „Thomas”, „Bostwick” oraz „Bronstein”. Do dnia śmierci, nie zatopił żadnych jednostek przeciwnika.